# SN 2008D

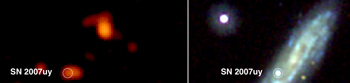
Swift-bild av spiralgalaxen NGC 2770 med SN 2007uy innan SN 2008D, röntgen (vänster) och synligt ljus (höger).

SN 2008D var en supernova vars röntgenstrålning upptäcktes 9 januari 2008 i spiralgalaxen NGC 2770 (belägen på ett avstånd av 84 miljoner ljusår) då stjärnans kärna kollapsade. Det var första gången man observerade en sådan händelse, som inträffar ungefär ett dygn innan en supernovas synliga spektrum blir starkt.  
Röntgenkällan upptäcktes av Carnegie-Princeton-forskarna Alicia Soderberg och Edo Berger med hjälp av NASA:s rymdteleskop Swift. Forskarna kontaktade åtta andra rymd- och markbaserade observatorier för att observera förloppet i andra elektromagnetiska våglängder.